# Sárosd
Sárosd nagyközség Fejér vármegyében, a Székesfehérvári járásban.

## Fekvése
A Közép-Mezőföldön, a Duna és Sárvíz között, a Velencei-tótól délre helyezkedik el, a vármegye középső részén, légvonalban Székesfehérvártól és Dunaújvárostól is nagyjából egyforma távolságra. Jól megközelíthető gépkocsival: Székesfehérvár, Seregélyes, és Dunaföldvár irányából a 6228-as, Adony, Pusztaszabolcs és Káloz felől pedig a 6209-es úton. Vonattal a település a Pusztaszabolcs–Pécs-vasútvonalon érhető el, amelynek egy megállási pontja van itt, Sárosd vasútállomás.
Sárosd centrumától 3 kilométerre fekszik, északkeleti irányban Tükröspuszta településrész, melynek lakónépessége 2011-es adatok szerint 54 fő, a lakások száma 19 volt. Ugyancsak különálló településrésze – sőt a középkorban még önálló, egy időben mezővárosi címet is birtokló település – volt Jakabszállás, a központtól körülbelül 2 kilométerre dél-délnyugati irányban; utóbbi ma teljes egészében magánterület.

## Története
Sáros(d) neve az oklevelekben 1272-ben fordul elő először.
1342-ben Sárosdi Bálintnénak, valamint Leonard fehérvári polgár özvegyének és fiának Istvánnak fivéreik örökségükből a rájuk eső részt kiadták.
1346-ban Máté fia Petheu fehérvári polgár eladta Seregélyes körül 3 birtokrészét Ugali Pálnak. Az eladott birtokrésszel együtt adta IV. László király és a fehérvári keresztesek oklevelét.
A fent említett oklevél szerint a három birtokrész közül az egyik sárosi királyi lovászoké volt.
A 14. század végétől a településen kun szállás létesült.
Külterületi településrésze volt Jakabszállás, egy időben Jakabszállás-puszta. A hely Mátyás király idején mezővárosi rangot is viselt, de később, a török időkben többé-kevésbé elnéptelenedett. Egykori területe ma egy sárosdi székhelyű mezőgazdasági vállalkozás nagy kiterjedésű itteni telephelyéhez tartozik.

## Közélete

### Polgármesterei
- 1990–1994: Kiss Tivadar (független)[7]
- 1994–1998: Kiss Tivadar (független)[8]
- 1998–2002: Kiss Tivadar (független)[9]
- 2002–2004: Kiss Tivadar (független)[10]
- 2004–2006: Lehotainé Kovács Klára (független)[11]
- 2006–2010: Lehotainé Kovács Klára (független)[12]
- 2010–2013: Lehotainé Kovács Klára (független)[13]
- 2013–2014: Dunkl Gergely (független)[14]
- 2014–2019: Dunkl Gergely (független)[15]
- 2019–2024: Dunkl Gergely (független)[16]
- 2024– : Dunkl Gergely (Fidesz-KDNP)[1]

A településen 2004. május 22-én időközi polgármester-választást (és képviselő-testületi választást) tartottak, az előző képviselő-testület önfeloszlatása miatt. A választáson az addigi polgármester is elindult, de 25 %-ot alig meghaladó eredményével, négy jelölt közül csak a harmadik helyet érte el.
2013. április 7-én újból időközi polgármester-választást kellett tartani Sárosdon, az előző polgármester lemondása miatt.

## Népesség
A település népességének változása:
| Lakosok száma | 3296 | 3251 | 3199 | 3240 | 3140 | 3179 | 3064 |
|               | 2013 | 2014 | 2015 | 2021 | 2022 | 2023 | 2024 |

A 2011-es népszámlálás során a lakosok 88%-a magyarnak, 7,8% cigánynak, 0,5% németnek, 0,3% románnak mondta magát (11,7% nem nyilatkozott; a kettős identitások miatt a végösszeg nagyobb lehet 100%-nál). A vallási megoszlás a következő volt: római katolikus 49,9%, református 5,1%, evangélikus 0,6%, görögkatolikus 0,2%, felekezeten kívüli 16,9% (26,8% nem nyilatkozott).
2022-ben a lakosság 90,5%-a vallotta magát magyarnak, 4,3% cigánynak, 0,4% németnek, 0,1-0,1% ukránnak és románnak, 1,6% egyéb, nem hazai nemzetiségűnek (9,4% nem nyilatkozott; a kettős identitások miatt a végösszeg nagyobb lehet 100%-nál). Vallásuk szerint 32,9% volt római katolikus, 3,8% református, 0,9% evangélikus, 0,6% görög katolikus, 0,1% izraelita, 2,2% egyéb keresztény, 1,6% egyéb katolikus, 17,4% felekezeten kívüli (40,6% nem válaszolt).

## Itt született
- Farkas Gyula (1847. március 28. – Pestszentlőrinc 1930. december 26.) matematikus, fizikus, egyetemi tanár  (kolozsvári egyetem).
- Kőhalmy Tamás (1936. február 16. - Sopron, 2003. szeptember 10.) erdőmérnök, egyetemi tanár (Nyugat-magyarországi Egyetem)

## Nevezetességei
- Esterházy kastély, egy műemlék jellegű épület, mely szociális otthonként működik.
- Római katolikus templom.
- Egy, a második világháborúban elesettek emlékére felállított emlékmű.
- Gyimesi Károly helytörténész régészeti gyűjteménye.
- Sallay László kovács műhelye.

## Testvértelepülések
- Bogyarét, Szlovákia

## Külső hivatkozások
- Sárosd nagyközség honlapja